# Кашино (Смоленская область)
Кашино — деревня в Холм-Жирковском районе Смоленской области России. Входит в состав Лехминского сельского поселения. Население — 4 жителя (2007 год). 
Расположена в северной части области в 2 км к северо-западу от Холм-Жирковского, в 40 км севернее автодороги М1 «Беларусь», на берегу реки Лемна. В 12 км западнее деревни расположена железнодорожная станция Канютино на линии Дурово — Владимирский Тупик. 

## История
В годы Великой Отечественной войны деревня была оккупирована гитлеровскими войсками в октябре 1941 года, освобождена в марте 1943 года.